# Vražba
Přírodní památka Vražba se rozkládá v katastrálním území obce Habřina západně od města Jaroměř, poblíž hradu Vražba. Předmětem ochrany je podpora a stabilizace populace kriticky ohroženého zvonovce liliolistého (Adenophora liliifolia) včetně aktivní ochrany jeho biotopu. Tento rostlinný druh je zároveň předmětem ochrany ve stejnojmenné evropsky významné lokalitě.

## Flóra
Při botanických průzkumech byly na lokalitě kromě zvonovce liliolistého nalezeny i další chráněné druhy rostlin, např. okrotice bílá (Cephalanthera damasonium), plamének přímý (Clematis recta), lilie zlatohlávek (Lilium martagon), medovník meduňkolistý (Melittis melissophyllum), vstavač nachový (Orchis purpurea) či vemeník zelenavý (Platanthera chlorantha).